# فلاديمير مانتشيف
فلاديمير مانتشيف (بالبلغارية: Владимир Манчев)‏ (6 أكتوبر 1977 بازارجيك بلغاريا - ) هو لاعب كرة قدم بلغاري، يلعب كمهاجم، شارك في بطولة أمم أوروبا 2004.

## روابط خارجية
- فلاديمير مانتشيف على موقع رابطة كرة القدم الفرنسية للمحترفين (الإنجليزية)
- فلاديمير مانتشيف على موقع قاعدة بيانات كرة القدم.إي يو (الإنجليزية)
- فلاديمير مانتشيف على موقع ناشيونال فوتبول تيمز (الإنجليزية)
- فلاديمير مانتشيف على موقع Soccerway.com (الإنجليزية)
- فلاديمير مانتشيف على موقع عالم كرة القدم.نت (الإنجليزية)